# Essere senza destino
Essere senza destino (titolo originale Sorstalanság) è un romanzo dello scrittore ungherese Imre Kertész, vincitore del Premio Nobel per la Letteratura nel 2002, pubblicato nel 1975. Scritto fra il 1960 e il 1973, il romanzo é una storia semi-autobiografica che racconta le esperienze di un ragazzo ebreo ungherese di 14 anni deportato nei campi di concentramento nazisti di Auschwitz e Buchenwald, durante l'ultimo periodo della Seconda guerra mondiale, dai quali riesce a stento a sopravvivere. Il libro costituisce la prima parte di una trilogia, che continua con Fiasco (1988) e Kaddish per il bambino non nato (1990).
Dal romanzo fu tratta nel 2005 la versione cinematografica eponima, con produzione mista (tedesca, ungherese ed inglese), la cui sceneggiatura fu curata dallo stesso Kertész.

## Trama
Gyurka è un adolescente ungherese che vive a Budapest, figlio di genitori separati, alle prese con una situazione familiare non proprio serena, tra il padre e la matrigna con cui il tribunale ha deciso deve vivere, e le esortazioni della madre a venire piuttosto a stabilirsi con lei ed il suo nuovo compagno. Non è quindi sorprendente che non dia troppa importanza alla stella gialla che ha sui vestiti, visto che la devono portare tutti quelli come lui e la sua famiglia. Ed anche quando vede suo padre partire per il temuto periodo di lavoro obbligatorio, di cui nessuno sa esattamente destinazione e durata, non riesce a farsene un'idea precisa. Tanto più che non passa molto tempo che pure lui si ritrova impegnato a lavorare in una fabbrica, anche se per fortuna non troppo lontano da casa, tra persone della sua età e condizione, con cui può fare amicizia. Ma un giorno, con sua grande sorpresa, il tram che normalmente lo porta al lavoro viene fermato, e lui ed i suoi amici vengono fatti scendere, con tutti quelli che portano la stella sui vestiti. E dopo una marcia che vede confluire tanta altra gente simile a loro, vengono tutti rinchiusi e spogliati dei beni più preziosi, con la prospettiva di essere trasferiti a lavorare in Germania. Tutto sommato meglio partire di propria volontà, forse per quelli che vogliono darsi da fare ci sono prospettive migliori, ed ecco che Gyurka ed i suoi amici si ritrovano chiusi in un vagone piombato in viaggio verso ovest, senza acqua per giorni. La destinazione si rivela un luogo mai sentito, Auschwitz, dove una rapida selezione divide gli arrivati tra abili al lavoro e non, e Gyurka finisce nel gruppo giusto anche grazie ai consigli dei prigionieri addetti al loro primo accoglimento. Solo più tardi, dopo una serie di procedimenti alquanto sconcertanti, in cui vengono progressivamente spogliati di tutto quello che caratterizza un essere umano, ai nuovi arrivati si rivela il significato di quella selezione: chi non è ritenuto utile, passa direttamente nelle camere a gas e quindi nei forni crematori. Vengono condotti a Buchenwald, e da qui, dopo un'altra rapida selezione ed un breve viaggio, Gyurka si ritrova a Zeitz, in un piccolo campo di lavoro. Qui incontra un connazionale di nome Bandi Citrom, che lo istruisce alla spietata vita del campo, fatta di regole ineluttabili, lavoro pesante, poco sonno, percosse e soprattutto tanta fame, compagna costante che non abbandona mai i pensieri dei prigionieri. Ed il giovane Gyurka un poco alla volta cede alle fatiche, si lascia vincere e diventa un "musulmano", uno sconfitto. Con l'indebolimento e la trascuratezza arriva la malattia, sotto forma di un flemmone al ginocchio che lo porta all'ospedale del campo, quindi nuovamente a Buchenwald. Dove il ragazzo, già rassegnato al proprio destino, si trova con sua grande meraviglia a subire un trattamento umano da parte di alcuni infermieri del campo, che lo aiutano a rimettersi in salute, proteggendolo. Così, quando la liberazione arriva, Gyurka può fare ritorno a casa, dove però troverà ad attenderlo la notizia della morte del padre, ed un mondo poco propenso a riaccoglierlo, ed a riflettere su quanto è successo.

## Edizioni italiane
- Essere senza destino, trad. dal tedesco di Barbara Griffini, Collana I Narratori, Milano, Feltrinelli, settembre 1999, ISBN 978-88-070-1561-8. - Collana UEF n.1776, Feltrinelli, 2007, ISBN 978-88-078-1776-2; Collana UEF n.8490, Feltrinelli, 2014, ISBN 978-88-078-8490-0.